# Virgini Rufus
Titus o Luci Vergini Rufus, sovint també adaptat Virgini (llatí: Lucius/Titus Verginius Rufus), va ser un magistrat romà del segle i. Formava part de la gens Virgínia, una antiga gens romana que tenia membres de classe patrícia i plebea.
Va ser nomenat cònsol per primera vegada l'any 63 amb Gai Memmi Règul, i després va rebre el govern de Germània on encara hi era el 68 en vida de Neró, quan es va revoltar Juli Víndex, propretor de la Gàl·lia i va oferir la corona imperial a Galba que era a Hispània.
Els soldats de Rufus volien que el seu comandant assolís el poder, per Rufus va refusar i va indicar que l'emperador havia de ser designat pel senat. Consegüentment va marxar contra Juli Víndex al que va derrotar en una sagnant batalla en la qual Víndex va morir. Després d'això els soldats de Rufus estaven més decidits que mai a pujar al poder al seu cap, però altre cop va refusar.
Una mica després va morir Neró i Galba va ser reconegut pel senat. El nou emperador va demanar a Rufus que l'acompanyés a Roma i així ho va fer. Galba, recelós, no li va conferir cap honor ni distinció, cosa que va molestar més als soldats que havien servit a les seves ordes, que al mateix Rufus.
Mort Galba i amb Marc Salvi Otó al tron, aquest va nomenar a Rufus cònsol per segona vegada. El suïcidi d'Otó no gaire després va decidir als soldats a fer un nou intent i posar a Rufus al tron, però Rufus va romandre fidel a la seva decisió i va rebutjar l'Imperi per tercera vegada.
Aquesta oposició excessiva va molestar els soldats i oficials que li donaven suport, que van romandre decebuts i desautoritzats, i van convertir la fidelitat en odi. Amb Vitel·li a l'imperi, va ser acusat de participar en una conspiració contra l'emperador i els soldats van demanar la mort del seu antic cap, però Vitel·li no ho va concedir i es va retirar a la vida privada.
A 83 anys, l'any 97, Nerva el va nomenar cònsol per tercera vegada junt amb ell mateix. En el consolat es va trencar una cama en un accident, i finalment va morir. Va rebre un funeral públic i Tàcit, llavors cònsol, va llegir el seu panegíric. Segons que explica Plini, a la seva làpida hi deia: Hic situs est Rufus, pulso qui Vindice quondam imperium adseruit non sibi sed patriæ ('Ací jau Rufus, qui, havent vençut, en altre temps, Víndex, exercí el comandament no en profit seu sinó en profit de la pàtria').